# الزخم الرباعي
الزخم الرباعي في النسبية الخاصة تعميم الزخم الأصلي ثلاثي الأبعاد على الزمكان رباعي الأبعاد. والزخم متجه في فضاء ثلاثي الأبعاد؛ وبالمثل، فالزخم الرباعي متجه رباعي في الزمكان.